# Sadık Soğancı
Sadık Soğancı (ur. 14 czerwca 1911) – turecki zapaśnik walczący w stylu wolnym. Olimpijczyk z Berlina 1936, gdzie zajął dziewiąte miejsce w wadze lekkiej.

## Letnie Igrzyska Olimpijskie 1936
| Konkurencja      | Rundy eliminacyjne | Rundy eliminacyjne | Rundy eliminacyjne           | Klas. końcowa |
| Konkurencja      | Przeciwnik I       | Przeciwnik II      | Przeciwnik III               | Miejsce       |
| ---------------- | ------------------ | ------------------ | ---------------------------- | ------------- |
| 66 kg styl wolny | Doc Strong (USA) P | Göte Melin (SWE) Z | Hermanni Pihlajamäki (FIN) P | 9.            |